# Louie Clemente
Louie Clemente (ur. 23 stycznia 1965 roku) – amerykański muzyk i instrumentalista, perkusista. Clemente znany jest z występów w grupie muzycznej Testament.

## Dyskografia
Testament
- The Legacy (1987)
- The New Order (1988)
- Practice What You Preach (1989)
- Souls of Black (1990)
- The Ritual (1992)